# Таулантару
Таулантару, известный так же как Форт-Дофин — мадагаскарский город, расположенный вблизи пика Сен-Луи, на одном из маленьких полуостровов на юго-восточном побережье Мадагаскара. Это столица региона Аноси и района Толанаро.
Население: 67 284 человек.

## Климат
Таулантару находится в зоне тропического муссонного климата. Лето характеризуется высокими дневными и ночными температурами (до +30 °C). Осадки частые, большая часть выпадает именно в летнее время. Зимой в городе немного прохладнее, столбики термометров фиксируют отметку в +20 °C.

## Достопримечательности
Туристы, планирующие отпуск в Толанаро, интересуются наличием достопримечательностей в этой местности. Оказывается, в средневековом городке есть на что посмотреть. Иностранцы посещают:
1. Ботанический сад Толанаро, собравший огромную коллекцию редких и исчезающих растений и цветов острова.
2. Старый форт, заложенный в XVI в. для защиты границы и предотвращения угрозы со стороны моря.
3. Заповедник Беренти, главной особенностью которого являются сухие леса. Деревья в них схожие с баобабами и гигантскими кактусами. В охраняемой зоне обитают кольцехвостые лемуры.

Не менее интересны могильные памятники, озеро Ануни, ущелье Ранупису.

## Развлечение
Толанаро считается идеальным местом для водного отдыха. Здесь есть великолепные пляжи Либануна, Сент-Люс, Тали и другие. В лагуне под названием Винани-Бе размещается центр водного спорта, где можно заняться дайвингом, подводной рыбалкой, серфингом. Рыболовные центры Лафицинана и Амбинанибе предлагают увлекательное занятие — рыбалку на лобстеров. Кроме того, в городе есть много баров и клубов, работающих круглосуточно.